# Monrosia pterolopha
Monrosia pterolopha är en jungfrulinsväxtart som först beskrevs av Chod., och fick sitt nu gällande namn av Grondona. Monrosia pterolopha ingår i släktet Monrosia och familjen jungfrulinsväxter. Inga underarter finns listade i Catalogue of Life.